# Dez Cadena
Dez Paul Cadena (Newark, 2 de Junho de 1961) é um músico estadunidense. Integrou bandas de hardcore punk como Black Flag e Misfits.

## Biografia
Nascido em Newark, seu pai, Ozzie Cadena, era um conhecido A&R na indústria da música, e era co-fundador da icônica gravadora de jazz Savoy Records.
Entrou para o Black Flag em 1980 logo após a saída conturbada de Chavo Pederast mas pouco tempo depois quis trocar o microfone pela guitarra e convidou Henry Rollins para assumir. Em 1983 Dez Cadena resolve deixar a banda para montar a sua própria, o DC3. Na turnê de aniversário de 25 anos do Misfits em 2001, Dez Cadena é convidado para se juntar permanentemente à banda e fica até junho de 2015 quando resolve deixa-los. Além de cantar e tocar as músicas do The Misfits na guitarra também cantava e tocava covers do Black Flag como: "Rise Above" e "Six Pack" durante as apresentações do Misfits.

## Discografia

### ComBlack Flag
- 1981 - Six Pack(EP)
- 1981 - Louie Louie(EP)
- 1981 - Damaged
- 1982 - TV Party (EP)|TV Party
- 1982 - Everything Went Black
- 1983 - The First Four Years
- 1987 - Wasted...Again

### ComDC3
- 1985 - This Is the Dream
- 1985 - The Good Hex
- 1986 - You're Only As Blind...
- 1989 - Vida

Com Vida
- 1995 - Vida

### ComThe Misfits
- 2002 - Don't Open 'Til It's Doomsday / The Day the Earth Caught Fire (single)
- 2003 - Project 1950 (álbum)
- 2011 - The Devil's Rain (álbum)

### ComOsaka Popstar
- 2006 - Osaka Popstar and the American Legends of Punk